# Dodge Serie DL
La Serie DL è un'autovettura full-size prodotta dalla Dodge nel 1932.

## Storia
La Serie DL, che fu introdotta nel gennaio del 1932, era dotata di un motore a valvole laterali e sei cilindri in linea da 3.569 cm³ di cilindrata che sviluppava 79 CV di potenza. Il propulsore era anteriore, mentre la trazione era posteriore. Il cambio era a tre rapporti mentre la frizione era monodisco a secco.
La vettura era offerta in versione berlina quattro porte, coupé due porte, e cabriolet due porte. Inoltre la vettura era disponibile anche con telaio nudo, cioè senza carrozzeria, allo scopo di dare la possibilità all'acquirente di completare la vettura dal proprio carrozziere di fiducia.
Uscì di produzione nel novembre 1932.